# Alfonso Iglesias (escultura)
Alfonso Iglesias és el nom de l'escultura urbana ubicada als jardins de Nuestra Señora de Covadonga (Campo de San Francisco), a la ciutat d'Oviedo (Principat d'Astúries. Forma part del centenar que adornen els carrers de la ciutat.
L'escultura, feta de bronze, és obra de Félix Alonso Arena, i està datada 1986.
El paisatge urbà d'aquesta ciutat, es veu adornat per obres escultòriques, generalment monuments commemoratius dedicats a personatges d'especial rellevància en un primer moment, i més purament artístiques des de finals del segle xx.
Es tracta d'un bust que representa a l'artista homenatjat, el dibuixant Alfonso Iglesias López de Vívigo, al qual es capta en el moment de prendre apunts en un quadern. Aquest bust està col·locat damunt d'un pedestal de pedra en el que estan esculpits el personatges més populars del dibuixant: Pinón, Telva i Pinín.
Es va inaugurar el 21 de setembre 1986 i compta amb la presència de l'artista reproduït.